# 1315

## Naixements
- Catània (Sicília): Jaume III de Mallorca (m. 1349)

## Necrològiques[modifica]
Països Catalans
- 7 de maig, Catània, Sicília: Isabel de Sabran, infanta de Mallorca; casada amb l'infant Ferran, va ser mare de Jaume III de Mallorca (n. 1297)[1]